# أديس هينتسا
أديس هينتسا (30 يونيو 1987 إثيوبيا - ) هو لاعب كرة قدم إثيوبي.

## روابط خارجية
- أديس هينتسا على موقع قاعدة بيانات كرة القدم.إي يو (الإنجليزية)
- أديس هينتسا على موقع ناشيونال فوتبول تيمز (الإنجليزية)